# ユキウサギ
ユキウサギ（雪兎、学名：Lepus timidus）はウサギ目ウサギ科ノウサギ属に属するウサギである。日本（北海道）には亜種のエゾユキウサギが分布している。

## 分布
北極圏や山岳地帯に適応した種で、フェノスカンジアからシベリア東部まで分布している。また、アルプス山脈、アイルランド、ポーランド、イギリスおよび北海道に孤立した個体群がある。また、シェトランド諸島、フェロー諸島に移入された。

## 形態
ユキウサギは全長46 - 65センチメートル、体重1.6 - 4.0キログラムになり、メスの方がオスよりもわずかに重い。

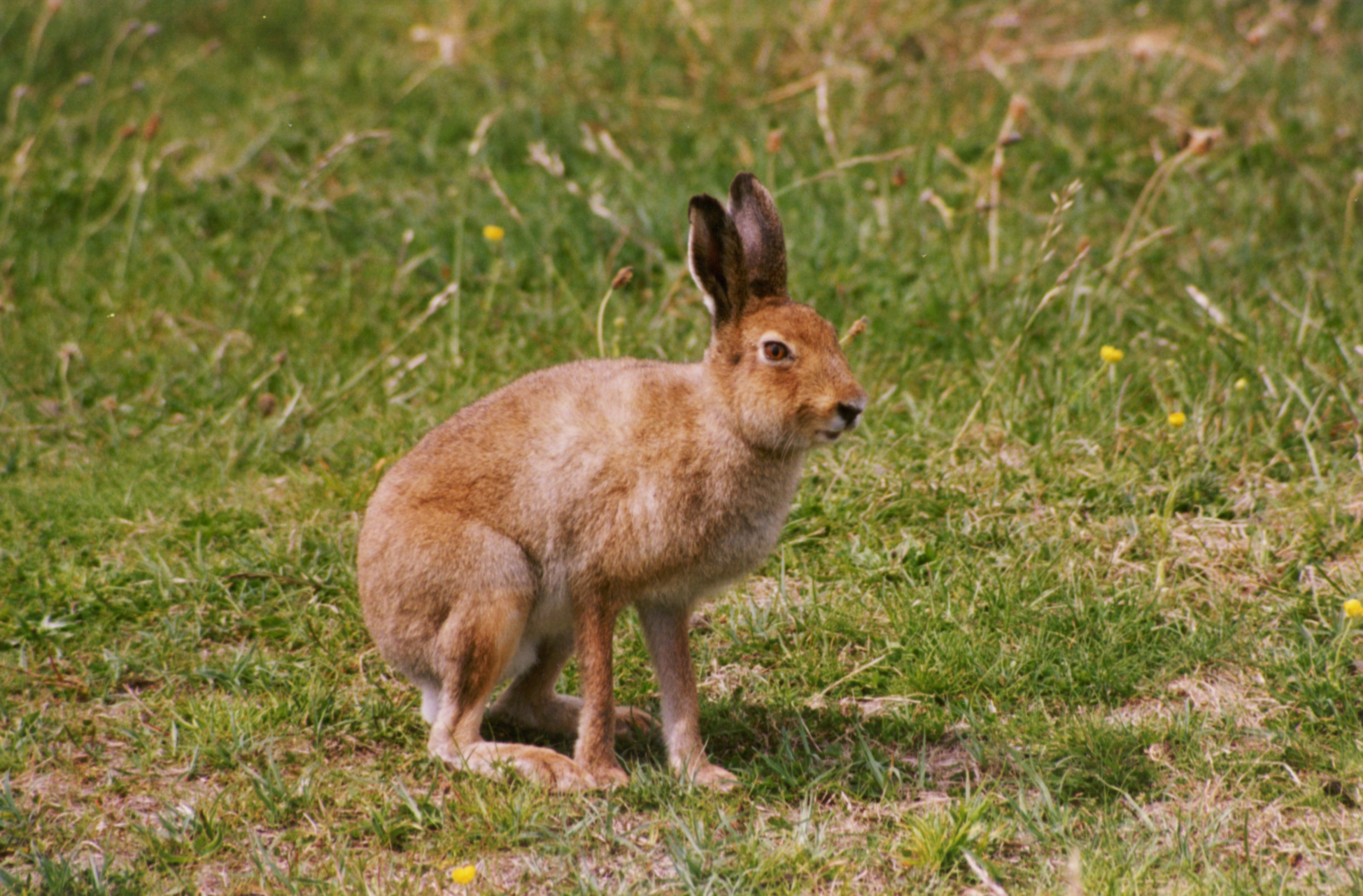
アイルランド亜種

夏にユキウサギの毛色は茶褐色になり、その濃淡は個体によりさまざまである。冬に備えて、ほとんどの個体が白色（もしくは大部分が白色）の毛になる。尾は一年を通して完全な白色で、このことは尾の上部が黒色であるヤブノウサギ(Lepus europaeus)との違いとなる。亜種Lepus timidus hibernicus（アイルランド亜種）は1年を通して茶褐色のままであり、一部の個体が白色になるのみである。他の個体群が常に白色のままである尾の上面は、アイルランド亜種は濃褐色、もしくは灰色である。この尾の色は、尾の大きさ（他のユキウサギ亜種と比較して）と結びついており、またこのアイルランド亜種の見た目の褐色の濃淡には変異があり、経験の少ない観察者はアイルランド亜種をヤブノウサギと誤同定する可能性がある。

## 生態
いくつかの研究ではユキウサギの食性は地域によって異なるとされる。このことは研究されている個体群の生息する特定の生息地に依存しているかもしれない。たとえば、何ヶ月にも渡って雪が土壌を覆うスカンジナビア北部において、ユキウサギは小枝や樹皮を食料としている。逆に、アイルランドのように降雪がまれな地域においては、草が食性の大半を占める。
スコットランドやアイルランドのユキウサギは草を食するのを好むように思われる。アイルランドの海岸草地においてのユキウサギの研究では、草が食性の90%以上を占めていた。これは、同じ環境に生息するアナウサギ(Oryctolagus cuniculus)の食性に占める草の割合よりも、高い。
フィンランドやスウェーデンの北部では、ユキウサギおよびヤブノウサギが生息地を競合している。より大きなヤブノウサギは普通はユキウサギを追い払うが、ヤブノウサギは降雪地帯での生息には余り適応していない。つまり、ヤブノウサギの脚はより小さく、冬毛は白と褐色の混色である。ユキウサギが冬毛の間、雪が灌木を覆うフィンランドの海岸地帯において、とてもよいカモフラージュとなるが、それは短期間であり、ユキウサギは内陸部の積雪に対して、より適応している。
ユキウサギはスウェーデンのメーデルパッド地方の動物となっている。

## 分類
ホッキョクウサギ(Lepus arcticus)はユキウサギの亜種であると考えられていたが、現在は別種であるとされている。同様に、科学者によってはアイルランド亜種は別種と考えている。現在、15亜種のユキウサギが確認されている。
日本には、北海道に亜種エゾユキウサギ(Lepus timidus ainu)が分布しており、日本のウサギ類の中では最大の種である。